# 1. asociační liga 1932/1933
1. asociační liga 1932/33 byla 9. oficiálním ročníkem československé fotbalové ligy. Soutěž vyhrál tým SK Slavia Praha, a zajistil si tak 6. mistrovský titul. Do tohoto ročníku postoupily týmy SK Plzeň a SK Libeň, které však na konci ročníku sestoupily zpět do druhé ligy. Nejlepším střelcem se v této sezóně stal Gejza Kocsis, který za Teplice a Bohemians vstřelil dohromady 23 branek.

## Konečná tabulka 1. asociační ligy 1932/33
| Poř.          | Tým                | Z  | V  | R | P  | VG | OG | TP  | B  |
| ------------- | ------------------ | -- | -- | - | -- | -- | -- | --- | -- |
| Zlatá medaile | SK Slavia Praha    | 18 | 12 | 2 | 4  | 60 | 21 | +39 | 26 |
| 2.            | AC Sparta Praha    | 18 | 10 | 4 | 4  | 53 | 31 | +22 | 24 |
| 3.            | SK Viktoria Plzeň  | 18 | 9  | 4 | 5  | 37 | 32 | +5  | 22 |
| 4.            | SK Viktoria Žižkov | 18 | 10 | 1 | 7  | 41 | 33 | +8  | 21 |
| 5.            | SK Kladno          | 18 | 9  | 0 | 9  | 41 | 34 | +7  | 18 |
| 6.            | AFK Bohemians      | 18 | 8  | 2 | 8  | 47 | 45 | +2  | 18 |
| 7.            | SK Náchod          | 18 | 8  | 2 | 8  | 41 | 48 | -7  | 18 |
| 8.            | Teplitzer FK       | 18 | 7  | 3 | 8  | 39 | 38 | +1  | 17 |
| 9.            | SK Libeň           | 18 | 3  | 2 | 13 | 31 | 68 | -37 | 8  |
| 10.           | SK Plzeň           | 18 | 2  | 4 | 12 | 18 | 58 | -40 | 8  |

## Rekapitulace soutěže
| Československá fotbalová liga 1932/33                 |                            |
|                                                       |                            |
| Ocenění                                               |                            |
| Vítěz                                                 | SK Slavia Praha (6. titul) |
| Kvalifikace do evropských pohárů                      |                            |
| Mitropa Cup                                           | SK Slavia Praha            |
| Mitropa Cup                                           | AC Sparta Praha            |
| Vítěz domácího poháru                                 |                            |
| Středočeský pohár                                     | SK Viktoria Žižkov         |
| Pohyb v soutěži                                       |                            |
| Sestupující do II. ligy                               | SK Libeň                   |
|                                                       | SK Plzeň                   |
| Postupující do I. ligy                                | SK Židenice                |
|                                                       | SK Čechie Karlín           |
| Nejlepší střelci                                      |                            |
| Gejza Kocsis (Teplitzer FK / AFK Bohemians) – 23 gólů |                            |

## Soupisky mužstev

### SK Slavia Praha
František Plánička (18/0/3) –
Vojtěch Bradáč (2/4),
Štefan Čambal (15/1),
František Černický (6/0),
Adolf Fiala (17/1),
Karel Hejma (3/0),
Bedřich Jezbera (10/0),
Bohumil Joska (7/4),
František Junek (18/9),
Vlastimil Kopecký (28/20),
Antonín Puč (16/9),
Emil Seifert (7/0),
Jiří Sobotka (13/7),
František Svoboda (14/5),
Adolf Šimperský (9/0),
Antonín Vodička (13/0),
Ladislav Ženíšek (12/0) –
trenér Josef Sloup-Štaplík

### AC Sparta Praha
Antonín Ledvina (15/0/2),
Josef Němec (3/0/0) –
Raymond Braine (18/18),
Jaroslav Burgr (18/0),
Josef Čtyřoký (18/0),
Géza Kalocsay (7/1),
František Kloz (1/0),
Jan Knobloch-Madelon (17/0),
Josef Košťálek (12/0),
Ludvík Koubek (4/0),
Arnošt Kreuz (7/0),
Antonín Moudrý (3/0),
Oldřich Nejedlý (17/20),
František Pelcner (13/6),
Karel Podrazil (4/0),
Josef Sedláček II (1/0),
Josef Silný (18/7),
Arnošt Smrž (1/0),
Karel Sokolář (3/1),
Erich Srbek (9/0),
Václav Uhlíř (6/0),
Václav Wolf (2/0) –
trenér Johny Dick

### SK Viktoria Plzeň
Zdeněk Hněvkovský (1/0/0),
František Jabornický (15/0/1),
Adolf Žaloudek (2/0/0) –
Jaroslav Bešťák (17/0),
Vladimír Bína (16/3),
Ladislav Čulík (15/10),
František Fábera (17/3),
Karel Hess (14/8),
Ladislav Klečka (1/0),
Jan Kuželík (3-/0),
František Mizera (18/1),
Antonín Názler (17/5),
Jindřich Protiva (17/0),
Ladislav Přibáň (16/0),
František Rajniš (13/1),
Stanislav Sedlák (1/0),
František Šimek (3/0),
Jaroslav Vlček (11/5) –
trenér Rudolf Křenek

### SK Viktoria Žižkov
Václav Benda I (18/0/2) –
Václav Bára (3/1),
Jan Davídek (2/1),
Václav Hruška (17/4),
Josef Kedles (8/3),
Miloslav Kouňovský (10/2),
Antonín Moudrý (17/5),
Alois Mourek (6/0),
Josef Polanecký (14/0),
Václav Průša (13/6),
Alois Skočdopole (12/1),
Jan Stadelbauer (2/0),
Karel Steiner (17/3),
Josef Suchý (9/0),
Jan Štěpán (Matěj) (3/0),
Antonín Toula (7/0),
Emanuel Troníček (7/2),
Martin Watzata (15/1),
Oldřich Zajíček (18/10) –
trenér ...

### SK Kladno
Oldřich Šesták (1/0/0),
Karel Tichý (17/0/5) –
Václav Bouška (18/0),
Antonín Černý (17/0),
Jiří Fišer (17/2),
Emil Habr (18/0),
František Hendrych (2/0),
Karel Hromádka (14/13),
Josef Junek I (18/4),
František Kloz (18/19),
Karel Kraus (18/1),
Jaroslav Lekeš (2/0),
Karel Majer (5/0),
František Nejedlý (9/0),
Antonín Pešík (1/0),
Josef Pleticha (7/1),
Bohumil Prošek (11/0),
Oldřich Svirák (1/0),
Václav Vraga (1/0),
Václav Wolf (3/1) –
trenér Ferdinand Üblacker

### Bohemians AFK Vršovice
František Hochmann I (6/0/0),
Antonín Kulda (3/0/0),
Antonín Šimek (9/0/0) –
Václav Bára (7/4),
Karel Bejbl (17/5),
Karel Bernášek (17/2),
Václav Brabec-Baron (12/2),
Josef Červenka (1/0),
Vilém Červený (2/0),
Alois Doksanský (1/0),
František Fait (15/4),
Antonín Kašpar (2/0),
Gejza Kocsis (9/15),
František Kolenatý (1/0),
Antonín Lanhaus (18/1),
Jan Melka (4/2),
Antonín Perner (11/0),
Emanuel Petřík (3/0),
Václav Rubeš (9/6),
Jaromír Skála (17/0),
Karel Soumar (1/2),
Jaroslav Srba (6/1),
Jaroslav Štumpf (1/0),
František Tyrpekl (18/1),
Jindřich Tyrpekl (1/0),
Jaroslav Večerník (1/0),
Jan Wimmer (3/0) –
trenér ...

### SK Náchod
Rudolf Franc (8/0/0),
Jaroslav Nývlt (10/0/1) –
Josef Bedrníček (6/0),
Karel Böhm (12/0),
Václav Brabec-Baron (2/1),
Jaroslav Dobeš (5/0),
Adolf Herynek (9/0),
Emil Janauschek (6/2),
Rudolf Kos (6/0),
Karel Kudrna (3/0),
František Kuchta (18/18),
František Lochman (4/0),
František Mareš I (16/0),
František Nejedlý (6/0),
Oldřich Nývlt (16/3),
Franz Radakovics (8/0),
Václav Sedláček (2/0),
František Stejskal (14/34),
Ferenc Szedlacsek (16/65),
Rudolf Šafr (18/0),
Josef Tichý (9/4),
Vilém Zlatník (4/3) –
hrající trenér Ferenc Szedlacsek

### Teplitzer FK
Franz Berger (4/0/0),
Josef Linhardt (7/0/0),
Hans Machatsch (1/0/0),
Čestmír Patzel (6/0/1) –
Vilém Bachmann (1/0),
Vilém Červený (9/3),
Karl Glotzmann (7/1),
Gustav Haberstroh (2/0),
Rudolf Kettner (2/0)
Gejza Kocsis (9/9),
Karl Koder (3/1),
Ervín Kovács (10-/3),
Rudolf Krčil (16/0),
Arnošt Kreuz (5/1),
Alois Krückl (5/1),
Ernst Löbl (1/0),
Pavel Mahrer (5/0),
Willi Mizera (16/0),
Otto Morawetz (9/0),
Ernst Müller (1/0),
Josef Müllner (9/4),
Vilhelm Náhlovský (18/2),
Stefan Pospichal (12/0),
Wilhelm Rössler (11/10),
Heinrich Schöpke (2/0),
Paul Stiassny (2/0),
Gustav Wieser (1/0),
Rudolf Zosel (17/4) –
trenér Gyula Faragó

### SK Libeň
Vladimír Bělík (10/0/0),
Jiří Kubricht (1/0/0),
Jindřich Munclinger (4/0/0),
Václav Wartusch (3/0/1) –
Jan Eisner (1/0),
Karel Franěk (4/1),
Jan Gilar (2/0),
Jaroslav Heřman (13/6),
Karel Jehlička (16/8),
Jindřich Kafka (14/0),
Václav Kerl (1/0),
Vilém König (9/0),
Josef Kopt (7/0),
Václav Křížek (13/0),
Antonín Kubín (17/2),
Josef Maloun (14/4),
Josef Matějů (4/0),
Karel Meduna (17/8),
Karel Myslivec (4/0),
Bohumil Pospíšil (2/1),
Jiří Stejskal (17/1),
Jan Vocel (5/0),
Josef Vodvářka (2/0),
Karel Volavka (9/0),
Václav Voříšek (9/0) –
hrající trenér Karel Meduna

### SK Plzeň
Karel Balín (13/0/0),
Stanislav Havelka (2/0/0),
Augustin Plocek (3/0/0) –
František Agler (6/0),
Josef Bedrníček (7/3),
František Biman (16/0),
Karel Černý (11/0),
Václav Dědič (15/1),
József Ember (6/2),
Rudolf Hála (2/0),
Václav Horák (14/1),
František Chmelíř (10/1),
Zdeněk Janda (14/2),
Václav Jonák (15/0),
František Koranda (9/0),
Jaroslav Kosán (6/0),
Josef Michal (3/1),
Gustav Moravec (9/2),
Václav Nový (6/0),
Josef Poch (5/0),
Antonín Rozšafný (1/0),
Otto Schmidt (1/0),
Josef Šafařík (13/1),
Václav Šlédr (1/0),
Jaroslav Vlček (4/0),
Josef Vohnout (5/3) –
trenér ...